# أورمان طلخا
قرية أورمان طلخا هي إحدى القرى التابعة لمركز طلخا في محافظة الدقهلية في جمهورية مصر العربية. حسب إحصاءات سنة 2006، بلغ إجمالي السكان في أورمان طلخا 4015 نسمة، منهم 1964 رجل و2051 امرأة.